# Pieter Roelf Roelfsema
Pieter Roelfsema (Groningen, 21 maart 1898 - aldaar, 9 november 1944) was een Nederlandse verzetsstrijder in de Tweede Wereldoorlog.
Roelfsema was directeur van de kalkzandsteenfabriek Albino in Smilde. In 1940 was Roelfsema al eens opgepakt voor verzetsactiviteiten. Na verraad van de NSB-evacuée Johanna Spiegelberg-Saarloos werd een huiszoeking gepleegd door de SD op zijn kantoor aan de Trompstraat 15 in Groningen. Daar werd in de tuin een lijst gevonden met namen van KP-leden. De huiszoeking werd uitgevoerd door de beruchte SD'er Abraham Kaper. Roelfsema was intussen zelf ondergedoken in Bakkeveen, waar de Eelder wethouder Feico Camphuis een boerderij bezat. Het nabijgelegen heideveld zou worden gebruikt voor wapendroppings ten behoeve van het Noord-Nederlandse verzet.
Dankzij verraderlijk speurwerk van Kaper werd Roelfsema op 8 november 1944 gearresteerd en de volgende dag vermoord in het Scholtenhuis in Groningen. Zijn lijk werd heimelijk begraven in het bos Appèlbergen bij Harendermolen. Op 20 juni 1945 werd het gevonden en op 25 juni werd Roelfsema herbegraven op de Algemene Begraafplaats te Haren. Camphuis werd op beschuldiging van hulp aan de wapendroppings in Bakkeveen ter dood veroordeeld. Een straf die later werd omgezet in deportatie naar concentratiekamp Neuengamme, waar hij stierf op 19 april 1945.
Roelfsema had een onderduikadres verschaft aan Iman van den Bosch en andere onderduikers. Samen met Van den Bosch was Roelfsema actief in het Nationaal Steun Fonds (NSF). Roelfsema speelde ook een rol in het kunstenaarsverzet.
Roelfsema was getrouwd met Albertina Lucretia Schaafsma (1899-1988) en had drie kinderen.